# Marc Ravalomanana

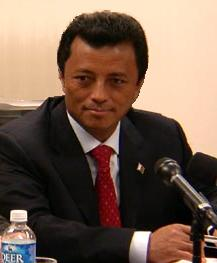
Marc Ravalomanana năm 2005

Marc Ravalomanana (sinh ngày 12 tháng 12 năm 1949) là Tổng thống Cộng hòa Madagascar từ tháng 5 năm 2002 đến tháng 3 năm 2009. Ông cũng là sáng lập viên của đảng Tiako I Madagasikara.
Ông đắc cử cuộc bầu cử tháng 12 năm 2001 và nhậm chức năm 2002 sau khi bạo động diễn ra và đối thủ Didier Ratsiraka phải lưu vong. Năm 2006 ông tái đắc cử nhiệm kỳ thứ nhì nhưng đến Tháng Ba năm 2009 thì bị truất trong cuộc đảo chính của quân đội đưa đối lập Andry Rajoelina lên cầm quyền..